# Universitat Northwestern
La Universitat Northwestern (anglès: Northwestern University) és una de les institucions educatives privades més prestigioses dels Estats Units d'Amèrica. La universitat està localitzada a Evanston a l'estat d'Illinois. Té campus a Evanston i Chicago. Aquesta universitat té 12 escoles per sota de la graduació (undergraduate), de graduació (graduate), i escoles professionals que ofereixen 124 graus undergraduate ind 145 graus graduate i professionals.
La Northwestern va ser fundada l'any 1851 per John Evans i 8 altres persones de religió metodista. La instrucció començà l'any 1855 i les dones en van ser admeses el 1869. L'any 2008, aquesta universitat obrí un campus a Education City, Doha, Qatar amb les carreres de periodisme i comunicació. L'any acadèmic 2010-11, estudiaren a Northwestern 8.197 undergraduate i 7.870 graduate i estudiants professionals.